# Saison 1 de Suits
Chronologie
Saison 2
Cet article présente les douze épisodes de la première saison de la série télévisée américaine Suits.

## Synopsis
Deux brillants avocats, l'un diplômé, l'autre non, se lient d'amitié au sein d'un cabinet new-yorkais spécialisé dans le droit des affaires

## Distribution

### Acteurs principaux
- Gabriel Macht (VF : Lionel Tua) : Harvey Specter, associé senior chez Pearson Hardman
- Patrick J. Adams (VF : Antoine Schoumsky) : Mike Ross, collaborateur chez Pearson Hardman
- Rick Hoffman (VF : Vincent Violette) : Louis Litt, associé junior chez Pearson Hardman
- Meghan Markle (VF : Fily Keita) : Rachel Zane, assistante juridique chez Pearson Hardman
- Sarah Rafferty (VF : Marie Diot) : Donna Paulsen, secrétaire juridique chez Pearson Hardman
- Gina Torres (VF : Annie Milon) : Jessica Pearson, associée gérante de Pearson Hardman

### Acteurs récurrents
- Tom Lipinski (VF : Mathias Kozlowski) : Trevor Evans
- Vanessa Ray (VF : Marie-Eugénie Maréchal) : Jenny Griffith
- Rebecca Schull (VF : Régine Blaess) : Edith Ross
- Ben Hollingsworth : Kyle Durant
- Max Topplin (VF : Olivier Podesta) : Harold Jakowski
- Eric Close (VF : Guillaume Lebon) : Travis Tanner

## Épisodes

### Épisode 1:Avocat à son insu
- États-Unis : 23 juin 2011 sur USA Network
- Suisse : 5 août 2012 sur RTS Un[1] et 12 août 2012[2]
- Québec : 28 août 2012 sur AddikTV[3]
- France : 1er avril 2013 sur Série Club puis 27 novembre 2014 sur France 4
- Belgique : sur RTL-TVI

- États-Unis : 4,64 millions de téléspectateurs[4]
- France : 235 000 téléspectateurs[5] (première partie de l'épisode) sur France 4
- France : 330 000 téléspectateurs[5] (seconde partie de l'épisode) sur France 4

- Vanessa Ray (Jenny Griffith)
- Tom Lipinski (Trevor)
- Dagmara Dominczyk (Nancy)
- Victor Garber (Philip)
- Rebecca Schull (Edith Ross)
- Kristen Bush (Joanna Webster)
- John Dossett (Mr. Dockery)
- Julie Ann Emery (Vanessa)
- John Bedford Lloyd (Gerald)

### Épisode 2:Tous les coups sont permis
- États-Unis : 30 juin 2011 sur USA Network
- Suisse : 19 août 2012 sur RTS Un
- Québec : 4 septembre 2012 sur AddikTV
- France : 1er avril 2013 sur Série Club puis 27 novembre 2014 sur France 4

- États-Unis : 3,89 millions de téléspectateurs[6]
- France : 233 000 téléspectateurs[5] sur France 4

- Currie Graham (Juge Donald Pearl)
- Jon Cor (Tom Keller)
- Nazanin Boniadi (Lauren Pearl)
- John Boyd (Gregory Boone)
- Eric Ladin (Wyatt)
- Maurice Godin (George)

Harvey et Mike s'occupent de Wyatt, un inventeur de génie qui a besoin d'être tout le temps rassuré.

### Épisode 3:Le Moteur de la réussite
- États-Unis : 7 juillet 2011 sur USA Network
- Suisse : 19 août 2012 sur RTS Un
- Québec : 11 septembre 2012 sur AddikTV
- France : 1er avril 2013 sur Série Club puis 4 décembre 2014 sur France 4

- États-Unis : 4,53 millions de téléspectateurs[7]

- Vanessa Ray (Jenny Griffith)
- Tom Lipinski (Trevor)
- Rebecca Schull (Edith Ross)
- Hamish McEwan (Robert Stensland)
- Matt Cooke (Laurence)
- Julian DeZotti (Devon)

### Épisode 4:Préserver sa vie privée
- États-Unis : 14 juillet 2011 sur USA Network
- Suisse : 26 août 2012 sur RTS Un
- Québec : 18 septembre 2012 sur AddikTV
- France : 1er avril 2013 sur Série Club

- États-Unis : 4,38 millions de téléspectateurs[8]

- Russell Hornsby (Quentin Sainz)
- Christina Chang (Vivien Tanaka)
- Sharon Leal (Lisa Parker)
- Anthony Starke (Christopher Church)
- Matthew Lemche (Frank Carvello)
- Julian DeZotti (Devon)
- Paulino Nunes (Johnny Karinski)
- Ben Lewis (Seth Keller)
- Donald Burda (Juge Renee Aubuchon)
- Suzanne Coy (Eizabeth Schelling)
- Kim Roberts (Glenda)

### Épisode 5:Il n'y a pas de cause perdue
- États-Unis : 21 juillet 2011 sur USA Network
- Suisse : 2 septembre 2012 sur RTS Un
- Québec : 25 septembre 2012 sur AddikTV
- France : 1er avril 2013 sur Série Club

- États-Unis : 4,38 millions de téléspectateurs[9]

- Susan Saint James (Joy McAfferty)
- Ivan Martin (Victor)
- Anand Rajaram (Ray)
- Tom Lipinski (Trevor)
- Harvey Atkin (Juge Palermo)
- José Zuniga (Harry)
- Julian DeZotti (Devon)
- Sean Bell (Miguel)
- Lenka Matuska (Marcella)

### Épisode 6:Un Monde sans pitié
- États-Unis : 28 juillet 2011 sur USA Network
- Suisse : 9 septembre 2012 sur RTS Un
- Québec : 2 octobre 2012 sur AddikTV
- France : 8 avril 2013 sur Série Club

- États-Unis : 4,44 millions de téléspectateurs[10]

- Tracie Thoms (Becky)
- Jenny Mollen (Gabby Stone)
- JR Bourne (Samuel)
- Vanessa Ray (Jenny Griffith)
- Peter MacNeill (Dean Morello)
- Doug Murray (Burt Kimball)
- Paul Essiembre (Nick Zegan)
- Max Topplin (Harold Jakowski)
- Avery Pearson (Bradley Reger)
- Jeananne Goossen (Theresa)
- Ben Lewis (Seth Keller)

Harvey a conclu un accord avec le bureau du procureur pour amener Gabby Stone, une jeune femme accusée d'avoir commis un délit d'initiés.

### Épisode 7:Le Vrai-Faux Procès
- États-Unis : 4 août 2011 sur USA Network
- Suisse : 16 septembre 2012 sur RTS Un
- Québec : 9 octobre 2012 sur AddikTV
- France : 8 avril 2013 sur Série Club

- États-Unis : 4,03 millions de téléspectateurs[11]

- Abigail Spencer (Dana Scott)
- Vanessa Ray (Jenny Griffith)
- Hal Ozsan (Jones Debeque)
- Ben Hollingsworth (Kyle Durant)
- Sterling Jarvis (en) (Daniel Vega)
- Max Topplin (Harold Jakowski)

### Épisode 8:Cas de conscience
- États-Unis : 11 août 2011 sur USA Network
- Suisse : 30 septembre 2012 sur RTS Un
- Québec : 16 octobre 2012 sur AddikTV
- France : 15 avril 2013 sur Série Club

- États-Unis : 3,96 millions de téléspectateurs[12]

- Amanda Crew (Lola Jensen)
- Paula Newsome (Lucille Jackson)
- Tim Russ (Robert Geller)
- Bruce Altman (Anthony Mazlo)
- James Morrison (Jerome Jensen)
- Richard Zeppieri (Elliot Perkins)
- Laura De Carteret (Sylvia Perkins)
- Max Topplin (Harold Jakowski)
- Robyn Thaler Hickey (Inez)

### Épisode 9:L'Épreuve de force
- États-Unis : 18 août 2011 sur USA Network
- Suisse : 7 octobre 2012 sur RTS Un
- Québec : 23 octobre 2012 sur AddikTV
- France : 15 avril 2013 sur Série Club

- États-Unis : 4,45 millions de téléspectateurs[13]

- Eric Close (Travis Tanner)
- Pooch Hall (Jimmy)
- Vincent Laresca (Kenny Verdasco)
- Julie Ann Emery (Vanessa)
- David Reale (Benjamin)
- Max Topplin (Harold Jakowski)

### Épisode 10:Une vie de mensonge
- États-Unis : 25 août 2011 sur USA Network
- Suisse : 14 octobre 2012 sur RTS Un
- Québec : 30 octobre 2012 sur AddikTV
- France : 22 avril 2013 sur Série Club

- États-Unis : 3,82 millions de téléspectateurs[14]

- Andrea Parker (Tory)
- John Billingsley (Stan Jacobson)
- Vanessa Ray (Jenny Griffith)
- Patrick Gallagher (Joe Spina)
- Ben Lewis (Seth Keller)
- Xuan Fraser (Juge Anthony Morrison)
- Chantal Quesnelle (Charisse)
- Matt MacDonald (Ben)
- Jamie Spilchuk (Rudy)
- Carol Avery (Liz Silver)

Harvey et Mike sont chargés de licencier Stan Jacobson, un comptable du cabinet qui a menti sur son CV. En étudiant son cas de plus près, ils découvrent que l'entreprise de Stan Jacobson était au courant de cette histoire depuis plusieurs années.

### Épisode 11:Les Règles du jeu
- États-Unis : 1er septembre 2011 sur USA Network
- Suisse : 21 octobre 2012 sur RTS Un
- Québec : 6 novembre 2012 sur AddikTV
- France : 22 avril 2013 sur Série Club

- États-Unis : 3,96 millions de téléspectateurs[15]

- Gary Cole (Cameron Dennis)
- Alicia Coppola (Alexandra Leeds)
- Vanessa Ray (Jenny Griffith)
- Ben Hollingsworth (Kyle Durant)
- Alex Paxton-Beesley (Kelsey Price)
- Megan Fahlenbock (Madison Price)
- Neil Brown Jr. (Clifford Danner)

Cameron Dennis, un vieil ami d'Harvey, révèle à Mike qu'Harvey a travaillé au bureau du procureur. Mike est très étonné car ce dernier n'avait jamais mentionné ce détail, mais il cache en fait son implication dans les méthodes douteuses du procureur. De son côté, Harvey s'intéresse à la répartition des biens d'un magnat de la presse entre ses deux filles qui se détestent.

### Épisode 12:L'Affaire Clifford Danner
- États-Unis : 8 septembre 2011 sur USA Network
- Suisse : 28 octobre 2012 sur RTS Un[16]
- Québec : 13 novembre 2012 sur AddikTV
- France : 29 avril 2013 sur Série Club

- États-Unis : 3,47 millions de téléspectateurs[17]

- Chi McBride (Terrence Wolf)
- Vanessa Ray (Jenny Griffith)
- Tom Lipinski (Trevor)
- Neil Brown Jr. (Clifford Danner)
- Ari Cohen (Detective Packel)
- Chad Connell (Jason Black)
- Morgan Kelly (Matt Bailey)
- Robert Verlaque (Juge Gus Benjamin)

## Audiences aux États-Unis
| Épisode | Titre original       | Titre en Français            | Chaîne      | Date de diffusion originale | Audiences |
| ------- | -------------------- | ---------------------------- | ----------- | --------------------------- | --------- |
| 1       | Pilot                | Avocat à son insu            | USA Network | 23 juin 2011                | 4.64      |
| 2       | Errors and Omissions | Tous les coups sont permis   | USA Network | 30 juin 2011                | 3.89      |
| 3       | Inside Track         | Le moteur de la réussite     | USA Network | 7 juillet 2011              | 4.53      |
| 4       | Dirty Little Secrets | Préserver sa vie privée      | USA Network | 14 juillet 2011             | 4.38      |
| 5       | Bail Out             | Il n'y a pas de cause perdue | USA Network | 21 juillet 2011             | 4.38      |
| 6       | Tricks of the Trade  | Un Monde sans Pitié          | USA Network | 28 juillet 2011             | 4.44      |
| 7       | Play the Man         | Le vrai-faux procès          | USA Network | 4 août 2011                 | 4.03      |
| 8       | Identity Crisis      | Cas de conscience            | USA Network | 11 août 2011                | 3.96      |
| 9       | Undefeated           | L'épreuve de force           | USA Network | 18 août 2011                | 4.45      |
| 10      | The Shelf Life       | Une vie de mensonge          | USA Network | 25 août 2011                | 3.82      |
| 11      | Rules of the Game    | Les règles du jeu            | USA Network | 1er septembre 2011          | 3.96      |
| 12      | Dog Fight            | L'affaire Clifford Danner    | USA Network | 8 septembre 2011            | 3.47      |